# Darevskia sapphirina
Darevskia sapphirina är en ödleart som beskrevs av  Schmidtler 1994. Darevskia sapphirina ingår i släktet Darevskia och familjen lacertider. IUCN kategoriserar arten globalt som livskraftig. Inga underarter finns listade i Catalogue of Life.